# Microtropesa skusei
Microtropesa skusei là một loài ruồi trong họ Tachinidae.